# Dmitrij Sennikov
Dmitrij Aleksandrovič Sennikov (in russo Дмитрий Александрович Сенников?; Leningrado, 24 giugno 1976) è un ex calciatore russo, di ruolo difensore.

## Carriera

### Club
Incomincia da professionista in una piccola squadra di San Pietroburgo dove colleziona molte presenze e 9 reti. Passa quindi al PFK CSKA Mosca nel 1998 ma è relegato in panchina, passa nella stessa stagione al FK Sinnik di Jaroslavl'. Nel 1999 diviene al Rubin Kazan squadra che gli dà maggior spazio ma dove non vince niente. Nel 2000 lo ingaggia il FK Lokomotiv Mosca squadra nella quale milita tuttora.
La squadra della capitale vince nel 2000 e nel 2001 la Coppa di Russia, nel 2002 vince uno scudetto e nel 2003 il Lokomotiv centra la prima Supercoppa di Russia. Nel 2004 Sennikov vince un altro campionato e nel 2005 arriva un'altra Supercoppa. Nel 2007 il Lokomotiv vince un'altra coppa nazionale e nel 2008 perde la supercoppa.

### Nazionale
Tra il 2002 e 2005 ha disputato 26 partite con la Nazionale russa, con cui ha disputato i Mondiali 2002 ed Euro 2004.

## Palmarès

### Club

#### Competizioni nazionali
- Campionato russo: 2

Lokomotiv Mosca: 2002, 2004
- Coppa di Russia: 3

Lokomotiv Mosca: 1999-2000, 2000-2001, 2006-2007
- Supercoppa di Russia: 2

Lokomotiv Mosca: 2003, 2005

#### Competizioni internazionali
- Coppa dei Campioni della CSI: 1

Lokomotiv Mosca: 2005

## Statistiche

### Cronologia presenze e reti in Nazionale
| Cronologia completa delle presenze e delle reti in nazionale ― Russia | Cronologia completa delle presenze e delle reti in nazionale ― Russia | Cronologia completa delle presenze e delle reti in nazionale ― Russia | Cronologia completa delle presenze e delle reti in nazionale ― Russia | Cronologia completa delle presenze e delle reti in nazionale ― Russia | Cronologia completa delle presenze e delle reti in nazionale ― Russia | Cronologia completa delle presenze e delle reti in nazionale ― Russia | Cronologia completa delle presenze e delle reti in nazionale ― Russia |
| Data                                                                  | Città                                                                 | In casa                                                               | Risultato                                                             | Ospiti                                                                | Competizione                                                          | Reti                                                                  | Note                                                                  |
| --------------------------------------------------------------------- | --------------------------------------------------------------------- | --------------------------------------------------------------------- | --------------------------------------------------------------------- | --------------------------------------------------------------------- | --------------------------------------------------------------------- | --------------------------------------------------------------------- | --------------------------------------------------------------------- |
| 27-3-2002                                                             | Tallinn                                                               | Estonia                                                               | 2 – 1                                                                 | Russia                                                                | Amichevole                                                            | -                                                                     |                                                                       |
| 17-4-2002                                                             | Saint-Denis                                                           | Francia                                                               | 0 – 0                                                                 | Russia                                                                | Amichevole                                                            | -                                                                     |                                                                       |
| 17-5-2002                                                             | Mosca                                                                 | Russia                                                                | 1 – 1 dts (4 – 5 dtr)                                                 | Bielorussia                                                           | Amichevole                                                            | -                                                                     | 73’                                                                   |
| 19-5-2002                                                             | Mosca                                                                 | Russia                                                                | 1 – 1 dts (5 – 6 dtr)                                                 | Jugoslavia                                                            | LG Cup 2002 (Russia) - Finale 3º posto                                | -                                                                     | 60’                                                                   |
| 14-6-2002                                                             | Shizuoka                                                              | Belgio                                                                | 3 – 2                                                                 | Russia                                                                | Mondiali 2002 - 1º turno                                              | -                                                                     | 43’ 84’                                                               |
| 20-8-2003                                                             | Mosca                                                                 | Russia                                                                | 1 – 2                                                                 | Israele                                                               | Amichevole                                                            | -                                                                     | 46’                                                                   |
| 6-9-2003                                                              | Dublino                                                               | Irlanda                                                               | 1 – 1                                                                 | Russia                                                                | Qual. Euro 2004                                                       | -                                                                     |                                                                       |
| 10-9-2003                                                             | Mosca                                                                 | Russia                                                                | 4 – 1                                                                 | Svizzera                                                              | Qual. Euro 2004                                                       | -                                                                     | 46’                                                                   |
| 11-10-2003                                                            | Mosca                                                                 | Russia                                                                | 3 – 1                                                                 | Georgia                                                               | Qual. Euro 2004                                                       | -                                                                     |                                                                       |
| 15-11-2003                                                            | Mosca                                                                 | Russia                                                                | 0 – 0                                                                 | Galles                                                                | Qual. Euro 2004                                                       | -                                                                     |                                                                       |
| 19-11-2003                                                            | Cardiff                                                               | Galles                                                                | 0 – 1                                                                 | Russia                                                                | Qual. Euro 2004                                                       | -                                                                     |                                                                       |
| 31-3-2004                                                             | Sofia                                                                 | Bulgaria                                                              | 2 – 2                                                                 | Russia                                                                | Amichevole                                                            | -                                                                     |                                                                       |
| 28-4-2004                                                             | Oslo                                                                  | Norvegia                                                              | 3 – 2                                                                 | Russia                                                                | Amichevole                                                            | -                                                                     |                                                                       |
| 12-6-2004                                                             | Faro                                                                  | Spagna                                                                | 1 – 0                                                                 | Russia                                                                | Euro 2004 - 1º turno                                                  | -                                                                     |                                                                       |
| 16-6-2004                                                             | Lisbona                                                               | Portogallo                                                            | 2 – 0                                                                 | Russia                                                                | Euro 2004 - 1º turno                                                  | -                                                                     |                                                                       |
| 20-6-2004                                                             | Faro                                                                  | Russia                                                                | 2 – 1                                                                 | Grecia                                                                | Euro 2004 - 1º turno                                                  | -                                                                     | 56’                                                                   |
| 18-8-2004                                                             | Mosca                                                                 | Russia                                                                | 4 – 3                                                                 | Lituania                                                              | Amichevole                                                            | -                                                                     | 46’                                                                   |
| 4-9-2004                                                              | Mosca                                                                 | Russia                                                                | 1 – 1                                                                 | Slovacchia                                                            | Qual. Mondiali 2006                                                   | -                                                                     | 46’                                                                   |
| 13-10-2004                                                            | Lisbona                                                               | Portogallo                                                            | 7 – 1                                                                 | Russia                                                                | Qual. Mondiali 2006                                                   | -                                                                     | 46’                                                                   |
| 9-2-2005                                                              | Cagliari                                                              | Italia                                                                | 2 – 0                                                                 | Russia                                                                | Amichevole                                                            | -                                                                     |                                                                       |
| 4-6-2005                                                              | San Pietroburgo                                                       | Russia                                                                | 2 – 0                                                                 | Lettonia                                                              | Qual. Mondiali 2006                                                   | -                                                                     | 67’                                                                   |
| 8-6-2005                                                              | Mönchengladbach                                                       | Germania                                                              | 2 – 2                                                                 | Russia                                                                | Amichevole                                                            | -                                                                     | 68’                                                                   |
| 17-8-2005                                                             | Riga                                                                  | Lettonia                                                              | 1 – 1                                                                 | Russia                                                                | Qual. Mondiali 2006                                                   | -                                                                     |                                                                       |
| 7-9-2005                                                              | Mosca                                                                 | Russia                                                                | 0 – 0                                                                 | Portogallo                                                            | Qual. Mondiali 2006                                                   | -                                                                     |                                                                       |
| 8-10-2005                                                             | Mosca                                                                 | Russia                                                                | 5 – 1                                                                 | Lussemburgo                                                           | Qual. Mondiali 2006                                                   | -                                                                     |                                                                       |
| 12-10-2005                                                            | Bratislava                                                            | Slovacchia                                                            | 0 – 0                                                                 | Russia                                                                | Qual. Mondiali 2006                                                   | -                                                                     |                                                                       |
| Totale                                                                |                                                                       | Presenze                                                              | 26                                                                    |                                                                       | Reti                                                                  | 0                                                                     |                                                                       |